# 12937 Premadi
12937 Premadi è un asteroide della fascia principale. Scoperto nel 1960, presenta un'orbita caratterizzata da un semiasse maggiore pari a 2,6185896 au e da un'eccentricità di 0,1812328, inclinata di 11,11211° rispetto all'eclittica.
L'asteroide è dedicato all'astronoma indonesiana Premana Wardayanti Premadi.